# Reel Life
Reel Life è un album in studio del sassofonista jazz statunitense Sonny Rollins, pubblicato nel 1982.

## Tracce
Tutte le tracce sono state composte da Sonny Rollins, eccetto dove indicato.

1. Reel Life - 6:14
2. McGhee (Howard McGhee, Sonny Rollins) - 4:20
3. Rosita's Best Friend - 6:22
4. Sonny Side Up (Yoshiaki Masuo) - 6:47
5. My Little Brown Book (Billy Strayhorn) - 3:55
6. Best Wishes - 5:43
7. Solo Reprise (Sonny) - 2:12

## Formazione
- Sonny Rollins – sassofono tenore
- Bobby Broom – chitarra
- Yoshiaki Masuo – chitarra, legnetti
- Bob Cranshaw – basso, cabasa
- Jack DeJohnette – batteria, conga, maracas